# Các giải thưởng và danh hiệu của Audie Murphy

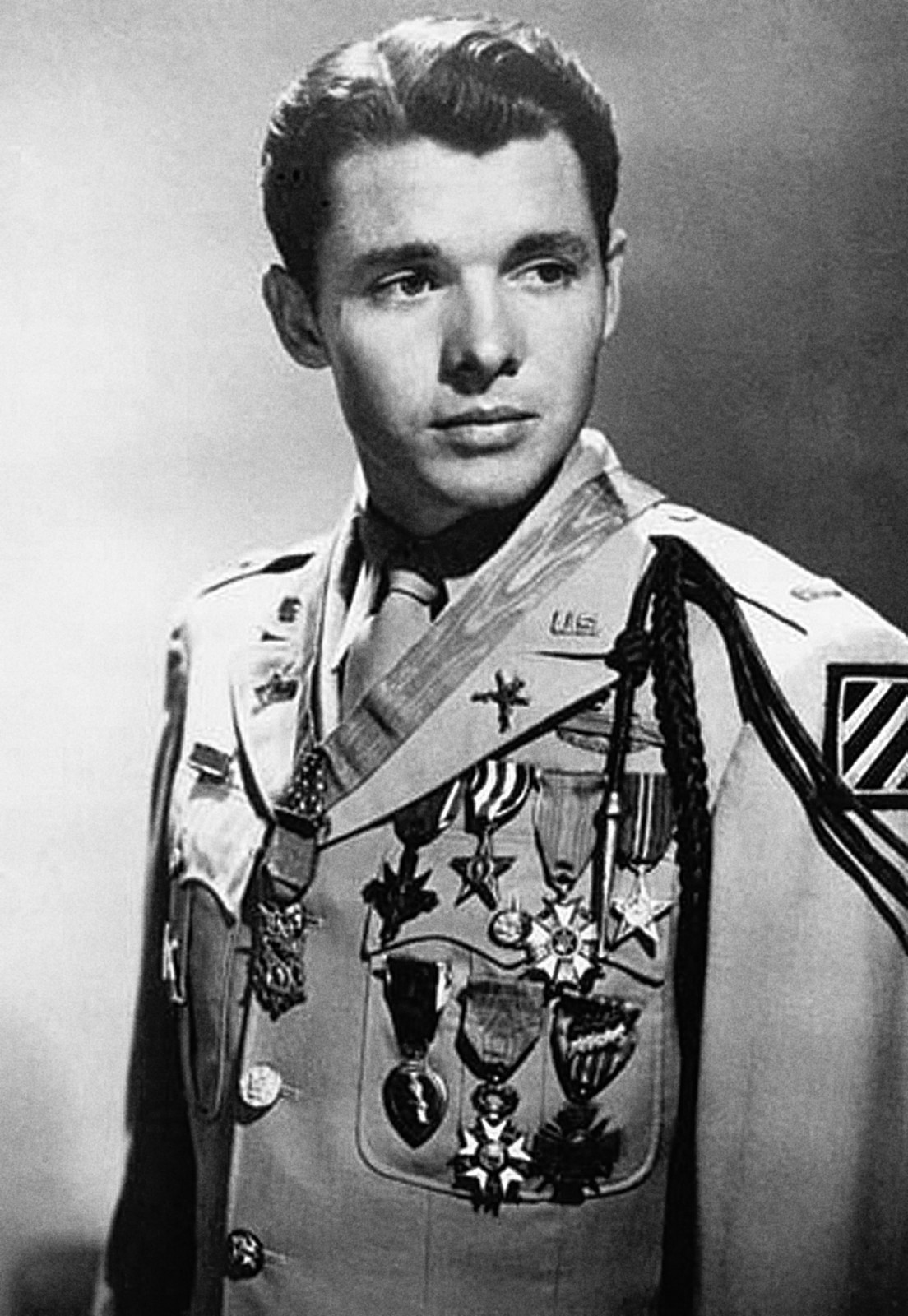
Audie Murphy trong bộ lễ phục Lục quân Hoa Kỳ.

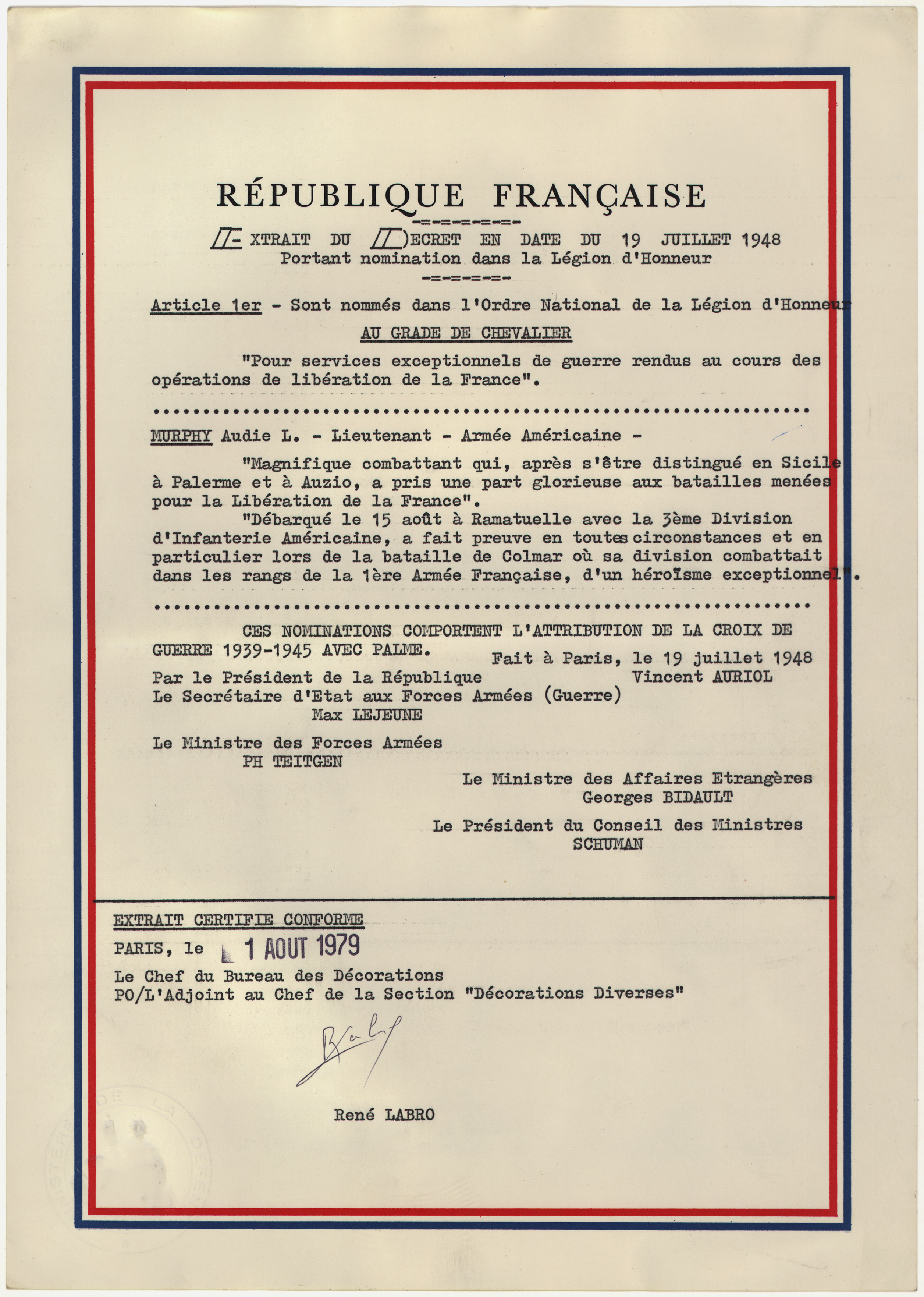
Bằng khen Huân chương Bắc Đẩu Bội tinh - Cấp bậc Hiệp sĩ (Chevalier de la Légion d'Honneur) của Audie Murphy.

Audie Murphy (20 tháng 6 năm 1925 – 28 tháng 5 năm 1971) là một trong những quân nhân Lục quân Hoa Kỳ có thành tích xuất sắc nhất trong Chiến tranh Thế giới thứ hai. Ông được tặng thưởng tất cả các loại huân chương chiến đấu mà Lục quân Hoa Kỳ ban hành lúc đó, trong đó có Huân chương Danh dự, cũng như các huân chương khác của Pháp và Bỉ. Sau khi giải ngũ vào năm 1945, Murphy là người đầu tiên công khai ủng hộ việc điều trị căn bệnh PTSD (hậu chấn tâm lý) cho các cựu chiến binh. Bệnh viện Cựu chiến binh Audie L. Murphy ở San Antonio và hệ thống Câu lạc hộ Trung sĩ Audie Murphy trong các doanh trại quân đội Hoa Kỳ (Sergeant Audie Murphy Clubs - SAMC) đã được thành lập và xây dựng để vinh danh ông. Murphy gia nhập Vệ binh Quốc gia Texas vào năm 1950, và công tác ở đó đến năm 1969. Ngoài ra, ông còn có một sự nghiệp diễn xuất và viết nhạc khá thành công.
Trong Chiến tranh Thế giới thứ hai, Murphy đã tham gia các chiến dịch ở Bắc Phi, Sicily, Ý, Pháp và Đức, được minh chứng bằng Huân chương Chiến dịch Âu-Phi-Trung Đông của ông với một ngôi sao chiến đấu màu bạc (tượng trưng cho năm khu vực chiến dịch), bốn ngôi sao chiến đấu màu đồng, và một mũi tên màu đồng tượng trưng cho hai chiến dịch đổ bộ vào Sicily và miền nam nước Pháp. Ông được trao tặng hai Huân chương Sao Bạc vì sự dũng cảm vào ngày 25 tháng 2 năm 1945 và ngày 3 tháng 3 năm 1945; và Huân chương Danh dự "vì sự dũng cảm vượt xa yêu cầu của nhiệm vụ trong trận đánh ngày 26 tháng 1 năm 1945". Chính phủ Pháp trao tặng ông Huân chương Bắc Đẩu Bội tinh - Cấp bậc Hiệp sĩ (Chevalier de la Légion d'Honneur) và hai Huân chương Chiến công (Croix de guerre); và Chính phủ Bỉ trao tặng ông Huân chương Chiến công với Cành cọ 1940. Các bản sao của Huân chương Danh dự và các huân chương khác của Murphy hiện nay đang được trưng bày tại Bảo tàng Dallas Scottish Rite Temple. 

## Huân chương, huy chương, giải thưởng và huy hiệu của Hoa Kỳ

### Huân chương cho các cá nhân của Quân đội Hoa Kỳ
| Huân chương cho các cá nhân của Quân đội Hoa Kỳ   | Huân chương cho các cá nhân của Quân đội Hoa Kỳ                        | Huân chương cho các cá nhân của Quân đội Hoa Kỳ | Huân chương cho các cá nhân của Quân đội Hoa Kỳ |
| Cuống huân chương                                 | Tên huân chương                                                        | Nội dung | Chú thích                                       |
| ------------------------------------------------- | ---------------------------------------------------------------------- | --- | ----------------------------------------------- |
|                                                   | Huân chương Danh dự                                                    | Trao thưởng theo Quyết định số 65 của Bộ Chiến tranh Hoa Kỳ, ngày 9 tháng 8 năm 1945, vì hành động dũng cảm vào ngày 26 tháng 1 năm 1945. | [ 2 ] [ 3 ] [ 4 ]                               |
|                                                   | Huân chương Thập tự Phục vụ Xuất sắc                                   | Trao thưởng theo Quyết định số 21 của Tổng Hành dinh Tập đoàn quân số 7 (1945), vì hành động dũng cảm trong ngày 15 tháng 8 năm 1944. | [ 5 ] [ 6 ] [ 7 ]                               |
| Bronze oak leaf cluster                           | Huân chương Sao Bạc với lá sồi đồng (hai huân chương)                  | Huân chương đầu tiên được trao tặng theo Quyết định số 66 ngày 25 tháng 2 năm 1944 của Bộ chỉ huy Sư đoàn Bộ binh số 3, vì hành động dũng cảm ngày 2 tháng 10 năm 1944. Huân chương thứ hai được trao tặng theo Quyết định số 83 ngày 5 tháng 10 năm 1944 của Bộ chỉ huy Sư đoàn Bộ binh số 3, vì hành động dũng cảm ngày 2 tháng 10 năm 1944. | [ 8 ]                                           |
|                                                   | Bắc Đẩu Bội tinh                                                       | Trao thưởng theo Quyết định số 100, ngày 25 tháng 5 năm 1945 của Tổng hành dinh Mặt trận Hành quân Châu Âu, cho quá trình phục vụ từ ngày 22 tháng 1 năm 1944 tới ngày 18 tháng 2 năm 1945. | [ 9 ]                                           |
| V · Bronze oak leaf cluster                       | Huân chương Sao Đồng với Huy hiệu "V" và lá sồi đồng (hai huân chương) | Huân chương đầu tiên, với Huy hiệu "V", được trao tặng theo Quyết định số 84 ngày 4 tháng 3 năm 1944 của Bộ chỉ huy Sư đoàn Bộ binh số 3, vì hành động dũng cảm trong trận đánh ngày 2 tháng 3 năm 1944. Huân chương thứ hai được trao tặng theo Quyết định Đặc biệt số 39 vào ngày 8 tháng 5 năm 1945.                                        | [ 10 ]                                          |
| Bronze oak leaf cluster · Bronze oak leaf cluster | Huân chương Trái tim Tím với hai lá sồi đồng (ba huân chương)          | Ba huân chương được trao thưởng cho ba lần Murphy bị thương trong quá trình chiến đấu, vào ngày 15 tháng 9 năm 1944, ngày 26 tháng 10 năm 1944 và ngày 25 tháng 1 năm 1945. | [ 11 ]                                          |

### Huân chương cho các tập thể, đơn vị của Quân đội Hoa Kỳ
| Huân chương cho các tập thể, đơn vị của Quân đội Hoa Kỳ | Huân chương cho các tập thể, đơn vị của Quân đội Hoa Kỳ                   | Huân chương cho các tập thể, đơn vị của Quân đội Hoa Kỳ | Huân chương cho các tập thể, đơn vị của Quân đội Hoa Kỳ |
| Cuống huân chương                                       | Tên huân chương                                                           | Nội dung | Chú thích                                               |
| ------------------------------------------------------- | ------------------------------------------------------------------------- | --- | ------------------------------------------------------- |
| Bronze oak leaf cluster                                 | Danh hiệu Đơn vị Tuyên dương Tổng thống với lá sồi đồng (hai huân chương) | Huân chương đầu tiên được trao tặng cho Tiểu đoàn 1, Trung đoàn Bộ binh 15 vì những đóng góp trong trận đánh từ ngày 27 đến ngày 29 tháng 8 năm 1944. Huân chương thứ hai được trao tặng cho Sư đoàn Bộ binh số 3 vì những đóng góp trong Chiến dịch hợp vây Colmar, từ ngày 22 tháng 1 tới ngày 6 tháng 2 năm1945. | [ 12 ]                                                  |

### Huân chương cho các cá nhân không thuộc Quân đội Hoa Kỳ
| Huân chương cho các cá nhân không thuộc Quân đội Hoa Kỳ | Huân chương cho các cá nhân không thuộc Quân đội Hoa Kỳ | Huân chương cho các cá nhân không thuộc Quân đội Hoa Kỳ | Huân chương cho các cá nhân không thuộc Quân đội Hoa Kỳ |
| Cuống huân chương                                       | Tên huân chương                                         | Nội dung | Chú thích                                               |
| ------------------------------------------------------- | ------------------------------------------------------- | --- | ------------------------------------------------------- |
|                                                         | Huân chương Công vụ Xuất sắc                            | Được Lục quân Hoa Kỳ lập ra vào tháng 1 năm 1959 để trao tặng cho các cá nhân không thuộc quân đội có những đóng góp tiêu biểu cho quân đội. Được trao tặng cho Murphy vào năm 1961 vì những đóng góp kỹ thuật của ông trong tập phim "The Broken Bridge" của bộ phim tài liệu The Big Picture. | [ 13 ] [ 14 ]                                           |

### Huân chương chiến dịch và phục vụ của Quân đội Hoa Kỳ
| Huân chương chiến dịch và phục vụ của Quân đội Hoa Kỳ                           | Huân chương chiến dịch và phục vụ của Quân đội Hoa Kỳ | Huân chương chiến dịch và phục vụ của Quân đội Hoa Kỳ | Huân chương chiến dịch và phục vụ của Quân đội Hoa Kỳ |
| Cuống huân chương                                                               | Tên huân chương | Nội dung | Chú thích                                             |
| ------------------------------------------------------------------------------- | --- | --- | ----------------------------------------------------- |
|                                                                                 | Huân chương Hạnh kiểm Tốt | Murphy chứng thực tại Fort Sam Houston, San Antonio, Texas, vào ngày 21 tháng 8 năm 1945 rằng ông chưa bao giờ được nhận Huy chương Hạnh kiểm Tốt. Ông được trao huân chương đó trong cùng ngày bởi Trung tá H. Miller Ainsworth. | [ 15 ]                                                |
|                                                                                 | Huân chương Chiến dịch Hoa Kỳ | Cho quá trình phục vụ của Murphy ở lãnh thổ Hoa Kỳ trong Chiến tranh Thế giới thứ hai. | [ 15 ]                                                |
| Arrowhead · Silver star · Bronze star · Bronze star · Bronze star · Bronze star | Huân chương Chiến dịch Âu-Phi-Trung Đông với một ngôi sao chiến đấu màu bạc (tượng trưng cho năm khu vực chiến dịch), bốn ngôi sao chiến đấu màu đồng, và một huy hiệu mũi tên màu đồng | Cho quá trình phục vụ của Murphy tại mặt trận Bắc Phi, Địa Trung Hải và Châu Âu trong Chiến tranh Thế giới thứ hai. | [ 15 ]                                                |
|                                                                                 | Huân chương Chiến thắng Thế chiến II | Được ủy quyền theo Luật Công số 135 trong Kỳ họp Quốc hội Hoa Kỳ lần thứ 79. Lập ra để trao thưởng cho các quân nhân Hoa Kỳ đã phục vụ trong các lực lượng vũ trang Hoa Kỳ từ ngày 7 tháng 12 năm 1941 tới ngày 31 tháng 12 năm 1946 (bao gồm cả hai ngày trên).                                                                                | [ 15 ]                                                |
|                                                                                 | Huân chương Chiếm đóng Lục quân (Đức) | Trao tặng cho các quân nhân làm nhiệm vụ chiếm đóng ở Đức sau chiến tranh. | [ 15 ]                                                |
|                                                                                 | Huân chương Trừ bị Lực lượng Vũ trang | Cho quãng thời gian công tác của Murphy ở Lực lượng Trừ bị Lục quân của Lực lượng Vệ binh Quốc gia Texas. Huân chương này được lập ra theo Sắc lệnh số 10163, được ký bởi Tổng thống Harry Truman vào ngày 25 tháng 9 năm 1950, để trao tặng cho các quân nhân có quãng thời gian phục vụ trên mười năm ở lực lượng trừ bị của Quân đội Hoa Kỳ. | [ 15 ]                                                |

### Huy hiệu
| Huy hiệu Lục quân Hoa Kỳ | Huy hiệu Lục quân Hoa Kỳ                   | Huy hiệu Lục quân Hoa Kỳ | Huy hiệu Lục quân Hoa Kỳ |
| Huy hiệu                 | Tên huy hiệu                               | Nội dung | Chú thích                |
| ------------------------ | ------------------------------------------ | --- | ------------------------ |
|                          | Huy hiệu Bộ binh Chiến đấu (CIB)           | Trao tặng cho Murphy và 60 sĩ quan, binh sĩ khác của Đại đội B, Tiểu đoàn 1, Trung đoàn Bộ binh 15, theo Quyết định Đặc biệt số 39, ngày 8 tháng 5 năm 1944. | [ 16 ]                   |
|                          | Huy hiệu Xạ thủ (Súng trường)              | Trao tặng trong quá trình huấn luyện | [ 17 ]                   |
|                          | Huy hiệu Chuyên nghiệp (Cận chiến/Lưỡi lê) | Trao tặng trong quá trình huấn luyện | [ 17 ]                   |

## Huân chương, huy chương, giải thưởng và huy hiệu của nước ngoài
| Huân chương, huy chương, giải thưởng và huy hiệu của nước ngoài | Huân chương, huy chương, giải thưởng và huy hiệu của nước ngoài | Huân chương, huy chương, giải thưởng và huy hiệu của nước ngoài | Huân chương, huy chương, giải thưởng và huy hiệu của nước ngoài |
| Cuống huân chương/Dây đeo vai                                   | Tên huân chương/giải thưởng                                     | Nội dung | Chú thích                                                       |
| --------------------------------------------------------------- | --------------------------------------------------------------- | --- | --------------------------------------------------------------- |
|                                                                 | Huân chương Bắc Đẩu Bội tinh - Cấp bậc Hiệp sĩ (Pháp)           | Được trao tặng bởi Đại tướng Jean de Lattre de Tassigny ở Paris, ngày 19 tháng 7 năm 1948. | [ 18 ]                                                          |
| Silver star                                                     | Huân chương Chiến công với Sao Bạc (Pháp)                       | Được Chính phủ Pháp chấp thuận vào ngày 16 tháng 4 năm 1945. Được trao tặng bởi Chuẩn tướng William A. Collier - Tham mưu trưởng Bộ tư lệnh Lục quân số 8, tại Dallas vào ngày 19 tháng 9 năm 1945. | [ 19 ] [ 20 ]                                                   |
|                                                                 | Huân chương Chiến công với Cành cọ (Pháp)                       | Được trao tặng ở Pháp vào ngày 19 tháng 7 năm 1948. | [ 18 ] [ 21 ]                                                   |
|                                                                 | Huân chương Giải phóng nước Pháp                                | Chấp thuận bởi Chính phủ Pháp vào năm 1947. | [ 15 ]                                                          |
|                                                                 | Huân chương Chiến công với Cành cọ 1940 (Bỉ)                    | Được trao tặng theo Quyết định Hoàng Gia số 4282, ngày 10 tháng 12 năm 1955. Huân chương và bằng khen được gửi thông qua Bộ Ngoại giao Hoa Kỳ và được giữ lại tới khi Quốc hội đồng ý cho phép sử dụng. Murphy được thông báo vào ngày 14 tháng 3 năm 1968 rằng ông được phép đeo tấm huân chương này. | [ 21 ]                                                          |
|                                                                 | Dây đeo vai (Fourragère) của Huân chương Chiến công (Pháp)      | Được trao tặng cho toàn bộ quân nhân của Sư đoàn Bộ binh số 3 từng chiến đấu ở Pháp trong Chiến tranh Thế giới thứ hai. | [ 20 ]                                                          |

## Huân chương của quân đội bang Texas
| Huân chương An ninh quốc phòng Hoa Kỳ | Huân chương An ninh quốc phòng Hoa Kỳ | Huân chương An ninh quốc phòng Hoa Kỳ                                             | Huân chương An ninh quốc phòng Hoa Kỳ |
| Cuống huân chương                     | Tên huân chương                       | Nội dung                                                                          | Chú thích                             |
| ------------------------------------- | ------------------------------------- | --------------------------------------------------------------------------------- | ------------------------------------- |
| width=106                             | Huân chương Danh dự Lập pháp Texas    | Được truy tặng bởi Thống đốc Bang Texas Rick Perry vào ngày 29 tháng 10 năm 2013. | [ 22 ]                                |

## Lịch sử thụ phong quân hàm
| Quá trình thụ phong quân hàm của Audie Murphy | Quá trình thụ phong quân hàm của Audie Murphy | Quá trình thụ phong quân hàm của Audie Murphy | Quá trình thụ phong quân hàm của Audie Murphy | Quá trình thụ phong quân hàm của Audie Murphy |
| Hình ảnh                                      | Tên quân hàm                                  | Đơn vị                                        | Ngày thụ phong                                | Chú thích                                     |
| --------------------------------------------- | --------------------------------------------- | --------------------------------------------- | --------------------------------------------- | --------------------------------------------- |
|                                               | Binh nhì                                      | Lục quân Hoa Kỳ                               | 30 tháng 6 năm 1942                           | [ 23 ]                                        |
|                                               | Binh nhất                                     | Lục quân Hoa Kỳ                               | 7 tháng 5 năm 1943                            | [ 24 ]                                        |
|                                               | Hạ sĩ                                         | Lục quân Hoa Kỳ                               | 15 tháng 7 năm 1943                           | [ 25 ]                                        |
|                                               | Trung sĩ                                      | Lục quân Hoa Kỳ                               | 13 tháng 12 năm 1943                          | [ 26 ]                                        |
|                                               | Trung sĩ Tham mưu                             | Lục quân Hoa Kỳ                               | 13 tháng 1 năm 1944                           | [ 23 ]                                        |
|                                               | Thiếu úy                                      | Lục quân Hoa Kỳ                               | 14 tháng 10 năm 1944                          | [ 27 ]                                        |
|                                               | Trung úy                                      | Lục quân Hoa Kỳ                               | 16 tháng 2 năm 1945                           | [ 28 ]                                        |
|                                               | Trung úy                                      | Trừ bị Lục quân Hoa Kỳ                        | 21 tháng 8 năm 1945                           | [ 26 ]                                        |
|                                               | Đại úy                                        | Vệ binh Quốc gia Texas                        | 14 tháng 7 năm 1950                           | [ 26 ]                                        |
|                                               | Đại úy                                        | Vệ binh Quốc gia Texas                        | 19 tháng 10 năm 1950                          | [ 26 ]                                        |
|                                               | Thiếu tá                                      | Vệ binh Quốc gia Texas                        | 14 tháng 2 năm 1956                           | [ 29 ]                                        |
|                                               | Thiếu tá                                      | Vệ binh Quốc gia Hoa kỳ                       | 14 tháng 2 năm 1956                           | [ 26 ]                                        |
|                                               | Thiếu tá                                      | Trừ bị Lục quân Hoa Kỳ                        | 8 tháng 11 năm 1966                           | [ 26 ]                                        |
|                                               | Thiếu tá                                      | Trừ bị Giải ngũ Hoa Kỳ                        | 22 tháng 5 năm 1969                           | [ 26 ]                                        |

## Các giải thưởng khác và vinh danh

### Câu lạc bộ Trung sĩ Audie Murphy
Tháng 9 năm 1986, Thượng sĩ Cố vấn Chỉ huy trưởng George L. Horvath III, Trung tướng Crosbie E. Saint - Chỉ huy trưởng Quân đoàn III, và các sĩ quan khác đã thành lập CLB Trung sĩ Audie Murphy (Sergeant Audie Murphy Club) ở Fort Hood, Texas. Từ năm 1994, các đơn vị khác của quân đội Hoa Kỳ cũng thành lập các CLB Trung sĩ Audie Murphy của riêng họ để vinh danh các hạ sĩ quan (từ Hạ sĩ đến Trung sĩ nhất) có các đóng góp tiêu biểu như Audie Murphy.

### Các tổ chức cựu chiến binh, quân đội và chính phủ Hoa Kỳ
- 1972 - Khu tập gym Audie Murphy được thành lập ở Fort Benning, Georgia. Năm 2009, khu này được cải tạo và đổi tên thành Trung tâm Biểu diễn Thể dục thể thao Audie Murphy.[32]
- 1973 - Bệnh viện Cựu chiến binh  Audie L. Murphy được thành lập ở San Antonio, Texas, với một bức tượng Audie Murphy bằng đồng cao 2,4 mét được đặt trước bệnh viên. Bức tượng này được tài trợ bởi Quỹ Audie L. Murphy.[33]
- 1985 - Bức tượng đồng cao 1,8 mét được khánh thành ở Trại Mabry, Texas. Bức tượng được thiết kế bởi Bill Leftwich và được tài trợ bởi Lực lượng Vệ binh Quốc gia Texas.[33]
- Ngày 30 tháng 5 năm 1996, Dân biểu bang Texas, Ralph Hall đã kỷ niệm 25 năm ngày mất của Murphy bằng cách viết bài phát biểu "In Memory of Major Audie L. Murphy" (Tưởng nhớ Thiếu tá Audie L. Murphy) và trích hai bài thơ của Murphy là "Alone and Far Removed" và "Freedom Flies in Your Heart Like an Eagle" trên trang Congressional Record.[34]
- Ngày 3 tháng 5 năm 2000 - Dịch vụ Bưu chính Hoa Kỳ đã phát hành tem sử dụng chân dung của Murphy với giá 33 xu.[35]
- Ngày 9 tháng 3 năm 2001 - Sư đoàn Bộ binh số 3 đã mở một khu tưởng niệm Audie Murphy tại căn cứ của đơn vị gần Tuzla, Bosnia và Herzegovina.[36]
- Ngày 28 tháng 5 năm 2006 - Một tấm bảng kỷ niệm (41 cm × 20 cm) được công bố tại Đài tưởng niệm Cựu chiến binh Mount Soledad ở La Jolla, California.[37]

### Bang Texas
- 1948 - Sân vận động Audie Murphy, gần Euless, Texas, được sử dụng làm địa điểm tổ chức các cuộc thi rodeo mang tên Audie Murphy hàng năm. Năm 1952, họ chuyển địa điểm tổ chức đến Stephenville, Texas, và đóng cửa vào giữa những năm 1950.[38]
- Ngày 12 tháng 2 năm 1949 - Murphy phong hàm Đại tá Thiếu sinh quân danh dự của Đại học Texas A&M.[39]
- Ngày 2 tháng 7 năm 1949 - Murphy trở thành một thành viên danh dự của lực lượng Biệt động Texas và được chọn là người dẫn đầu cuộc diễu hành Ngày Biệt động Texas ở Hạt Brooks.[40]
- 1951 - Họa sĩ Kipp Soldwedel được ủy quyền vẽ chân dung cho Murphy. Bức tranh hiện thuộc sở hữu của Bang Texas và được treo ở nhiều địa điểm khác nhau trong Tòa nhà Đại hội Bang Texas.[41]
- 1962 - Họa sĩ Dallas Dmitri Vail được ủy quyền vẽ chân dung cho Murphy. Bức tranh hiện nay được cho là thuộc sở hữu của gia đình Murphy.[41]
- 1973 - Địa điểm Lịch sử Bang Texas số 7820 được thiết lập tại Celeste, nơi cư trú của Murphy trong một thời gian.[42]
- 1973 - Địa điểm Lịch sử Bang Texas số 7821 được thiết lập tại Kingston, nơi sinh của Murphy.[43]
- 1975 - Tòa Bưu điện ở Greenville - nơi Murphy đăng ký nhập ngũ. được ghi nhận trở thành địa điểm Lịch sử Bang Texas số 7799. Bưu điện này sau được thêm vào Sổ bộ Địa danh Lịch sử Quốc gia Hoa Kỳ ở Quận Hunt, Texas vào năm 1974.[23][44]
- Ngày 20 tháng 6 năm 1996 - Cơ quan lập pháp Texas quyết định lấy ngày sinh của ông là "Ngày Audie Murphy".[45]
- 1999, Ngày Tưởng niệm - Đài tưởng niệm bằng đá granit màu hồng tại Nghĩa trang Bang Texas được khánh thành. Đài tưởng niệm ghi lại tên của tất cả những quân nhân gốc Texas được trao thưởng/truy tặng Huân chương Danh dự, bao gồm Murphy.[46]
- Ngày 22 tháng 6 năm 2002 - Khánh thành bức tượng Murphy bằng đồng rỗng ruột cao 3 mét, nặng 1.000 kg tại Bảo tàng Bông Hoa Kỳ Audie Murphy.[47][48]
- 2008 - Địa điểm Lịch sử Bang Texas số 15321 được thiết lập tại Farmersville, nơi Murphy trở về sau chiến tranh.[49]
- 2010 - Trường Trung học Audie Murphy được thành lập tại Alamo.[50]

### Các khu vực khác ở Mỹ
- 1971 - Giải thưởng Yêu nước Audie Murphy. Khi Murphy qua đời vào ngày 28 tháng 5 năm 1971, Lễ hội Spirit of America, nơi Murphy dự kiến sẽ tham gia vào ngày 4 tháng 7 cùng năm đó ở Decatur, Alabama, đã tiến hành các buổi lễ trao giải thưởng trên hàng năm để vinh danh ông.[51]
- Ngày 11 tháng 11 năm 1972, Bảng kỷ niệm (0,552 m x 0,806 m) liệt kê các huy chương mà Murphy giành được trong Chiến tranh Thế giới thứ hai được khánh thành tại Hội trường Yêu nước (Patriotic Hall), Los Angeles, California.[52]
- Ngày 10 tháng 11 năm 1974 - Một bia đá được dựng lên tại Núi Brush, Virginia, bởi tổ chức Cựu chiến binh Ngoại chiến ở Christiansburg, Virginia, để tưởng nhớ nơi Murphy qua đời.[53]

### Nước ngoài
- Ngày 17 tháng 7 năm 1948 - Murphy trở thành thành viên danh dự của Trung đoàn Alpine 159 Pháp ở Paris.[54]
- Ngày 14 tháng 10 năm 1991 - Sierra Leone phát hành tem bưu chính có giá hai Le để tôn vinh Murphy trong bộ phim To Hell and Back.[55]
- Ngày 18 tháng 10 năm 1993 - Guyana phát hành tem bưu chính với chân dung của Murphy. Đây là một trong chín con tem được Guyana phát hành để để vinh danh "Thế chiến thứ hai trên màn bạc".[55]
- Ngày 29 tháng 1 năm 2000 - Nghệ sĩ Patrick Baumann đến từ Holtzwihr, đã thiết kế một tấm bảng kỷ niệm với hình tượng Murphy đứng trên pháo tự hành chống tăng, và được dán lên tường tại địa điểm đã đem về cho Murphy tấm Huân chương Danh dự.[56][57]
- 2001 - Công hòa Palau phát hành một bộ tem có tên "Remembering VJ Day" gồm bốn tờ tem- trong đó có một con tem về Audie Murphy.[55]
- Ngày 9 tháng 6 năm 2013 - Tấm bảng kỷ niệm thứ hai mô tả cảnh Murphy bắn súng máy .50 cal trên đầu xe tăng được chính quyền địa phương, Tổng lãnh sự Hoa Kỳ tại Strasbourg và đại diện từ các tổ chức xã hội của Mỹ có trụ sở tại vùng Alsace, khánh thành tại Holtzwihr.[58]

### Ngành công nghiệp giải trí
- 1959 - Giải thưởng Laurel Awards, Murphy được đề cử giải Vai diễn Phim hành động Xuất sắc nhất trong bộ phim Ride a Crooked Trail.[59]
- Ngày 9 tháng 2 năm 1960 - Murphy đã được tặng thưởng một ngôi sao trên Đại lộ Danh vọng Hollywood.[60]
- Ngày 23 tháng 8 năm 1985 - Giải Chiếc ủng Vàng (Golden Boot Award).[61]
- Ngày 16 tháng 3 năm 1996 - Murphy được vinh danh tại Bảo tàng Cao bồi Quốc gia & Di sản Phương Tây ở Thành phố Oklahoma, Oklahoma.[62]
- 2001 - Giải thưởng Sân khấu Audie Murphy.[63]
- Ngày 11 tháng 11 năm 2010 - Khánh thành tấm biển kỷ niệm Audie Murphy trên vỉa hè của Đại lộ Danh vọng.[64]

### Sách tham khảo
- Adams Jr., John A (2001). Keepers of the Spirit: The Corps of Cadets at Texas A&M University, 1876–2001. Texas A&M University Press. ISBN 978-1-58544-126-6.
- Brinkley, Douglas (2004). The World War II Desk Reference. Collins Reference. ISBN 978-0-06-052651-1.
- Davis, Joe B; Parsons, Chuck (2011). The Texas Rangers. Arcadia Publishing. ISBN 978-0-7385-7982-5.
- Fisch, Arnold G; Hogan, David W; Wright, Robert K (2006). The Story of the Noncommissioned Officer Corps: The Backbone of the Army. Dept of the Army. tr. 333. ISBN 978-0-16-067868-4.
- Graham, Don (1989). No Name on the Bullet. Viking. ISBN 978-0-670-81511-1.
- Hackworth, David H; England, Eilhys (2003). Steel My Soldiers' Hearts: The Hopeless to Hardcore Transformation of U.S. Army, 4th Battalion, 39th Infantry, Vietnam. Touchstone. ISBN 978-0-7432-4613-2.
- Hundley, Pansy (2011). Around Farmersville. Arcadia Publishing. ISBN 978-0-7385-7971-9.
- Larkins, Bob; Magers, Boyd (2004). The Films of Audie Murphy. McFarland & Company, Inc. ISBN 978-0-7864-1761-2.
- Little, Carol Morris (1996). A Comprehensive Guide to Outdoor Sculpture in Texas. University of Texas Press. ISBN 978-0-292-76036-3.
- Rosen, David M (2012). Child Soldiers. ABC-CLIO. ISBN 978-1-59884-526-6.
- Simpson, Harold B. (1975). Audie Murphy, American Soldier. Hillsboro, TX: Hill Jr. College Press. ISBN 978-0-912172-20-0.
- Tate, J. R (2006). Walkin' with the Ghost Whisperers. Stackpole Books. ISBN 978-0-8117-4544-4.